# WHITE REFLECTION
〈WHITE REFLECTION〉(화이트 리플렉션)은 TWO-MIX의 6번째 싱글이다.

## 개요
OVA 《신기동전기 건담W Endless Waltz》의 주제가이다. 앨범 《BPM "BEST FILES"》에 따르면, WHITE REFLECTION은 스토리와 같게 곡도 후기 주제가인 RHYTHM EMOTION의 속편이며, 《BPM 150MAX》에 수록되어 있는 발라드 버전의 RHYTHM EMOTION·PURE로부터 계속해서 들을 수 있도록 만들어졌다.
이 작품부터 작사，작곡，편곡：TWO-MIX 로부터 작사：나가노 시이나 ，작곡：타카야마 미나미，편곡：나가노 시이나, 타카야마 미나미 라고 이름을 확실하게 표기하기 시작하였다.
이 작품으로 TWO-MIX의 첫 애니메이션 PV가 제작되었다. 베스트앨범 《BPM "BEST FILES"》에서는 CD-ROM으로 수록되었고, 2001년에는 DVD판으로도 발매가 되었다. 매상은 전작인 Rhythm Generation을 웃돌아, 다시 10만장 이상의 판매고를 기록하였다.
같은 건담에 타이업 되었던 〈JUST COMMUNICATION〉, 〈RHYTHM EMOTION〉에 비하면 누계 매상은 떨어지고 있지만, 오리콘 차트 최고 순위 6위를 기록하였다. 또한, 첫 매상은 자신들의 최고기록인 7만 1천장을 기록했다.
또한, 명탐정 코난 만화책에는 (15권 FILE.4 목소리가 닮았다?!~FILE.6 듀엣?!) TWO-MIX의 무도관 라이브에서 소년탐정단과 같이 부른 곡이 〈WHITE REFLECTION〉을 노래하는 부분이 나왔으나, 애니메이션에서는 BREAK를 부르고 있다.

## 수록곡
작사：나가노 시이나，작곡：타카야마 미나미，편곡：나가노 시이나,타카야마 미나미
1. WHITE REFLECTION
2. BURNING
3. WHITE REFLECTION (Original Karaoke)
4. BURNING (Original Karaoke)

## 수록 작품
- WHITE REFLECTION(싱글 버전)
  - BPM "BEST FILES"
  - SUPER BEST FILES 1995~1998
  - Categorhythm

- WHITE REFLECTION (앨범 버전)
  - FANTASTIX
  - 20010101

※싱글 버전의 샘플기타였던 부분을 생 기타를 도입하였다. (RADIO TWO-MIX에서 앨범소개 할 때 발언하였다.)
수록 앨범의 가사집에는, 편곡이 바뀐 취지는 표기되어 있지 않다.
- WHITE REFLECTION(D-Z Jet Stream Attack Mix)
  - BPM "DANCE∞"
  - 20010101
  - Categorhythm

- WHITE REFLECTION PURE(발라드 버전)
  - Dream Tactix
  - Categorhythm

- BURNING(앨범 버전)
  - FANTASTIX

※싱글버전에서 약간 리믹스되어 있기 때문에, 싱글버전은 앨범에 수록되어 있지 않다.
수록 앨범의 가사집에는, 편곡이 바뀐 취지는 표기되어 있지 않다.

## 이 작품의 가수
- 이시다 요코(石田燿子)
  - 《울트라 애니메이션 유로 비트 시리즈》(2001년 8월 24일，제네온 엔터테인먼트(GENEON ENTERTAINMENT) 발매)
- 토쿠나가 아이(德永愛)
  - 《Scarlet》(2004년 6월 25일，제네온 엔터테인먼트(GENEON ENTERTAINMENT) 발매)

## 같이 보기
- TWO-MIX
- 신기동전기 건담W